# Raymond des Baux-Meyrargues
Raymond des Baux (c.1193-1235/1237), était le fils de Bertrand II (Ier de sa branche ; v. 1175-† 1201 ; fils de Bertrand Ier, † v. 1181) des Baux, seigneur de Meyrargues (plus Berre, Marignane, Puyricard, Istres, Vitrolles etc.), et d’Etiennette, et le neveu d’Hugues, vicomte de Marseille et de Guillaume, prince d’Orange, les frères de son père Bertrand.

## Biographie
Appartenant à la Maison des Baux, il épouse avant 1213 Alasacie (Alix) de Marseille, fille d’Hugues-Geoffroy, vicomte de Marseille, titre dont il hérite par les droits de sa femme. Vicomte de Marseille sous le titre de Raimon IV, il aurait eu quatre fils d'après la FMG :
- Bertrand (1213-1266), seigneur de Meyrargues et vicomte de Marseille sous le titre de Bertran IV ; 
  - Père de Raimon († 1320), père lui-même d'Alix des Baux, 2° femme d'Ermengaud de Sabran d'Ansouis et d'Ariano (par son 1° mariage, Ermengaud était le père de saint Elzéar) ; Ermengaud et Alix des Baux eurent de nombreux enfants, dont la suite des Sabran d'Ansouis, et dont Jeanne de Sabran, la femme de Nicola Orsini di Nola di Soleto (fils de Roberto Orsini di Nola et de Sveva des Baux (d'Orange-Courthézon) de Soleto) : souche des Orsini del Balzo (des Ursins des Baux) par leur fils Raimondello († 1406)
- Guillaume (1225-1265 ou v. 1213-† v. 1266), seigneur de Berre, grand-père de Bertrand III, comte d'Andria (Andrie) : d'où les Baux (Del Balzo) d'Andria
- Gilbert (1222-1277), seigneur de Marignane,
- Raymond (1225-1258).

Florian Mazel qui précise les dates de naissance et de décès des enfants précédents, mentionne également une fille : Alazaïs, attestée en 1243